# HMS Zinnia (K98)
HMS Zinnia (K98) je bila korveta razreda flower Kraljeve vojne mornarice, ki je bila operativna med drugo svetovno vojno.

## Zgodovina
Korveto je 23. avgusta 1941 torpedirala in potopila nemška podmornica U-564 zahodno od Portugalske.